# Chadakowa
Chadakowa (biał. Хадакова, ros. Ходаково) – osiedle na Białorusi, w obwodzie mińskim, w rejonie mińskim, w sielsowiecie Szczomyślica.
W Chadakowej znajduje się przystanek kolejowy Wouczkawicy na linii Moskwa – Mińsk – Brześć.
Powstało po 1933.